# نبرد دبا
نبرد دبا (انگلیسی: Battle of Dibba) در واقع بخشی از جنگ های ردا بود که بین سال های 632 تا 634 پس از مرگ محمد در گرفت. در آن زمان، قبایل مختلف عرب استقلال خود را اعلام کرده بودند و از پرداخت خراج یا پذیرش اقتدار ابوبکر، اولین خلیفه خلافت راشدین خودداری کردند.
قبیله بنی تمیم که در عربستان و بحرین امروزی قرار داشتند، آشکارا قیام کرده و از پرداخت زکات به خلافت خودداری کرده بودند. ابوبکر در پاسخ به سپاهی به رهبری خالد بن ولید، یکی از یاران محمد، دستور داد تا شورش را فرو نشانند.
جنگ دبا در چارچوب لشکرکشی خالد علیه قبیله بنی تمیم اتفاق افتاد. نیروهای بنی تمیم به رهبری طرافه بن العبد در دبا مستقر بودند که در شمال عمان امروزی قرار دارد. خالد بن ولید نیروهای خود را به دبا هدایت کرد و پس از نبردی سخت، سپاه مسلمانان پیروز بیرون آمدند.
پیروزی در نبرد دبا مهم بود زیرا جناح شرقی خلافت راشدین را ایمن کرد و از هرگونه شورش بیشتر در منطقه جلوگیری کرد. قبیله بنی تمیم با خلافت بیعت کردند و شریعت اسلام را پذیرفتند. این نبرد همچنین توانایی نظامی خالد بن ولید را که نقش مهمی در فتوحات اولیه مسلمانان داشت، نشان داد.
در مجموع، نبرد دبا یک رویداد اساسی در جنگ های ردا بود و به تثبیت اقتدار خلافت راشدین بر قبایل عرب که علیه آن شورش کرده بودند کمک کرد.